# Hristo Zlatinski
Hristo Zlatinski (en bulgare : Христо Златински), né le 22 janvier 1985 à Gotsé Deltchev en Bulgarie, est un footballeur international bulgare, qui évolue au poste de milieu central.

## Biographie

### Carrière en club
Hristo Zlatinski dispute 10 matchs en Ligue des champions, pour un but inscrit, 16 matchs en Ligue Europa, pour 3 buts inscrits, et deux matchs en Coupe Intertoto,. Il inscrit son seul but en Ligue des champions le 6 août 2013, lors d'un match face au Partizan Belgrade comptant pour le troisième tour préliminaire de cette compétition.

### Carrière internationale
Hristo Zlatinski compte 12 sélections avec l'équipe de Bulgarie entre 2011 et 2015.
Il est convoqué pour la première fois en équipe de Bulgarie par le sélectionneur national Mihail Madanski, pour un match amical contre l'Ukraine le 7 octobre 2011. Il commence la rencontre comme titulaire, et sort du terrain à la 69e minute de jeu, en étant remplacé par Georgi Milanov. Le match se solde par une défaite 3-0 des Bulgares.

## Palmarès
- Avec le Ludogorets Razgrad
  - Champion de Bulgarie en 2014 et 2015
  - Vainqueur de la Coupe de Bulgarie en 2014
  - Vainqueur de la Supercoupe de Bulgarie en 2014